# راي مور (مقدم تلفزيوني)
راي مور (بالإنجليزية: Ray Moore)‏ هو مقدم تلفزيوني بريطاني، ولد في 2 يناير 1942 في ليفربول في المملكة المتحدة، وتوفي في 11 يناير 1989 بسبب سرطان المريء.

## وصلات خارجية
- راي مور على موقع IMDb (الإنجليزية)
- راي مور على موقع ميوزك برينز (الإنجليزية)
- راي مور على موقع ديسكوغز (الإنجليزية)